# Film in 1952
Dit artikel gaat over de film in het jaar 1952.

## Lijst van films
- 5 Fingers
- Abracadabra
- Affair in Trinidad
- Against All Flags
- Agence matrimoniale
- L'amour n'est pas un péché
- The Bad and the Beautiful
- The Belle of New York
- The Big Sky
- The Big Trees
- Carrie
- Come Back, Little Sheba
- Les dents longues
- Don't Bother to Knock
- Duck and Cover
- Elle et moi
- Europa '51
- La fugue de Monsieur Perle
- De Geheimen van de Valkenhorst
- The Greatest Show on Earth
- Hans Christian Andersen
- High Noon
- Houen zo!
- Le huitième art et la manière
- Ikiru
- Ils étaient cinq
- Innocents in Paris
- Invasion U.S.A.
- Ivanhoe
- Jane Eyre
- The Jazz Singer
- Jeux interdits
- Jumping Jacks
- Jungle Jim in the Forbidden Land
- Kampeeravonturen
- Limelight
- Les loups chassent la nuit
- The Lusty Men
- Magical Maestro
- Manina, la fille sans voiles
- The Merry Widow
- Million Dollar Mermaid
- Moineaux de Paris
- Monkey Business
- Monsieur Leguignon, lampiste
- Monsieur Taxi
- Moulin Rouge
- My Son John
- O. Henry's Full House
- Othello
- Pat and Mike
- La putain respectueuse
- The Quiet Man
- Radar Men from the Moon
- Sailor Beware
- Les Sept Péchés capitaux
- Siempre tuya
- Singin' in the Rain
- The Sniper
- The Snows of Kilimanjaro
- Son of Paleface
- The Star
- Storm over Tibet
- The Story of Robin Hood
- The Stranger Left No Card
- Sudden Fear
- This Is Cinerama
- This Woman Is Dangerous
- Trent's Last Case
- Uit hetzelfde nest
- Umberto D.
- Valkoinen peura
- Viva Zapata!
- The Winning Team
- With a Song in My Heart

1870-1879 · 1880-1889 · 1890 · 1891 · 1892 · 1893 · 1894 · 1895 · 1896 · 1897 · 1898 · 1899 · 1900 · 1901 · 1902 · 1903 · 1904 · 1905 · 1906 · 1907 · 1908 · 1909 · 1910 · 1911 · 1912 · 1913 · 1914 · 1915 · 1916 · 1917 · 1918 · 1919 · 1920 · 1921 · 1922 · 1923 · 1924 · 1925 · 1926 · 1927 · 1928 · 1929 · 1930 · 1931 · 1932 · 1933 · 1934 · 1935 · 1936 · 1937 · 1938 · 1939 · 1940 · 1941 · 1942 · 1943 · 1944 · 1945 · 1946 · 1947 · 1948 · 1949 · 1950 · 1951 · 1952 · 1953 · 1954 · 1955 · 1956 · 1957 · 1958 · 1959 · 1960 · 1961 · 1962 · 1963 · 1964 · 1965 · 1966 · 1967 · 1968 · 1969 · 1970 · 1971 · 1972 · 1973 · 1974 · 1975 · 1976 · 1977 · 1978 · 1979 · 1980 · 1981 · 1982 · 1983 · 1984 · 1985 · 1986 · 1987 · 1988 · 1989 · 1990 · 1991 · 1992 · 1993 · 1994 · 1995 · 1996 · 1997 · 1998 · 1999 · 2000 · 2001 · 2002 · 2003 · 2004 · 2005 · 2006 · 2007 · 2008 · 2009 · 2010 · 2011 · 2012 · 2013 · 2014 · 2015 · 2016 · 2017 · 2018 · 2019 · 2020 · 2021 · 2022 · 2023 · 2024 · 2025